# 希爾斯波羅縣 (新罕布什爾州)
希尔斯伯勒縣是美国新罕布什尔州南部的一個郡，南鄰麻薩諸塞州，面積2,311平方公里。根據2020年美國人口普查，本縣共有人口42萬2,937人，是州中，以至新英格蘭北部人口最多及人口密度最高的縣份。本縣縣治有二：曼徹斯特及納舒厄。

## 歷史

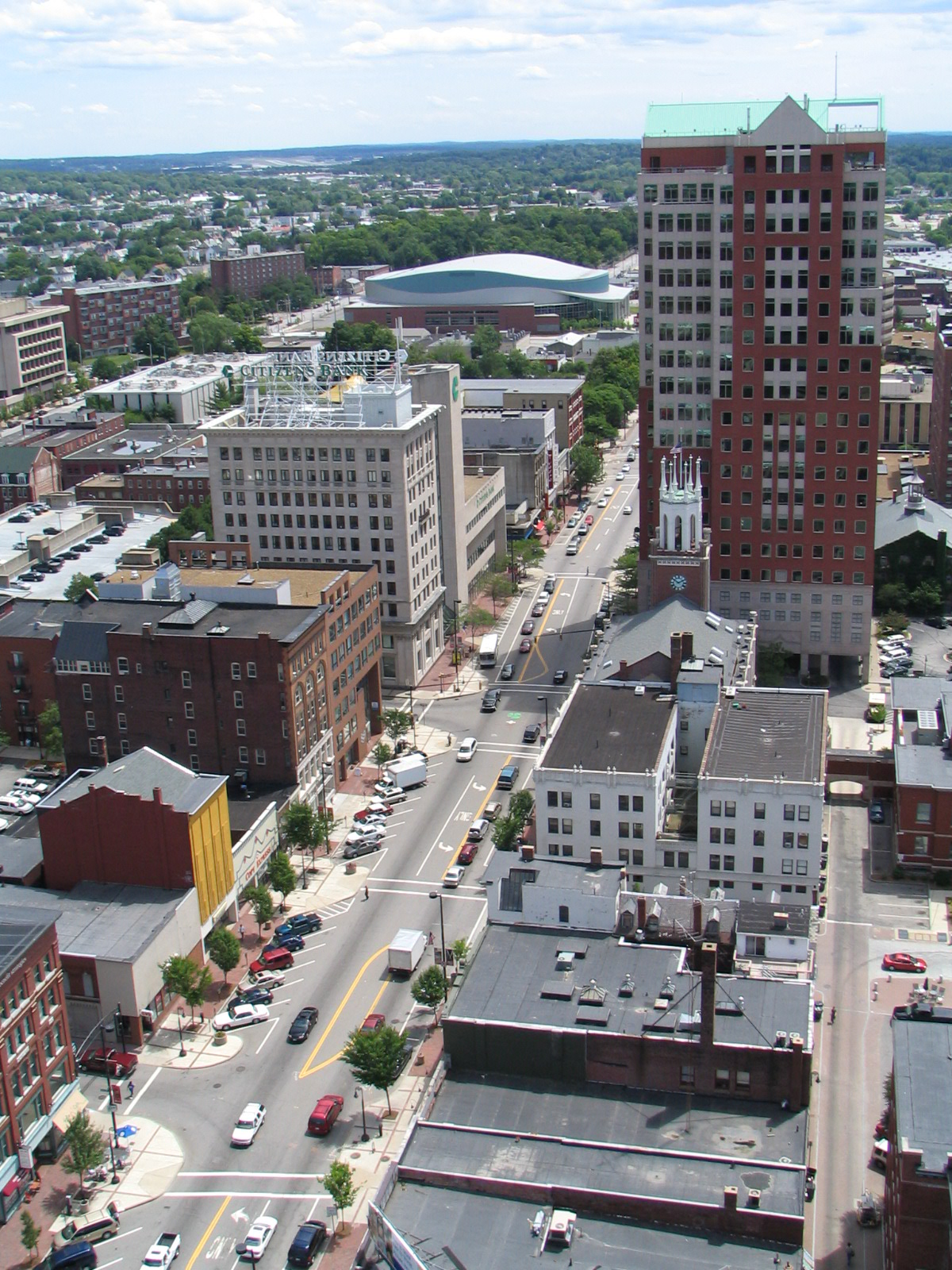
縣治曼徹斯特

本縣於1769年成立，是新罕布什爾州初成立的五县之一。其縣名紀念英国首任殖民地大臣，第一代希爾斯波羅伯爵（Earl of Hillsborough）。
本縣政府於1771年3月19日在阿默斯特組成。於1823年，本縣的一部份分裂為麥立馬克縣。於1866年，縣治由阿默斯特遷往米爾福德。於1869年，縣治遷往曼徹斯特及納舒厄。

## 地理

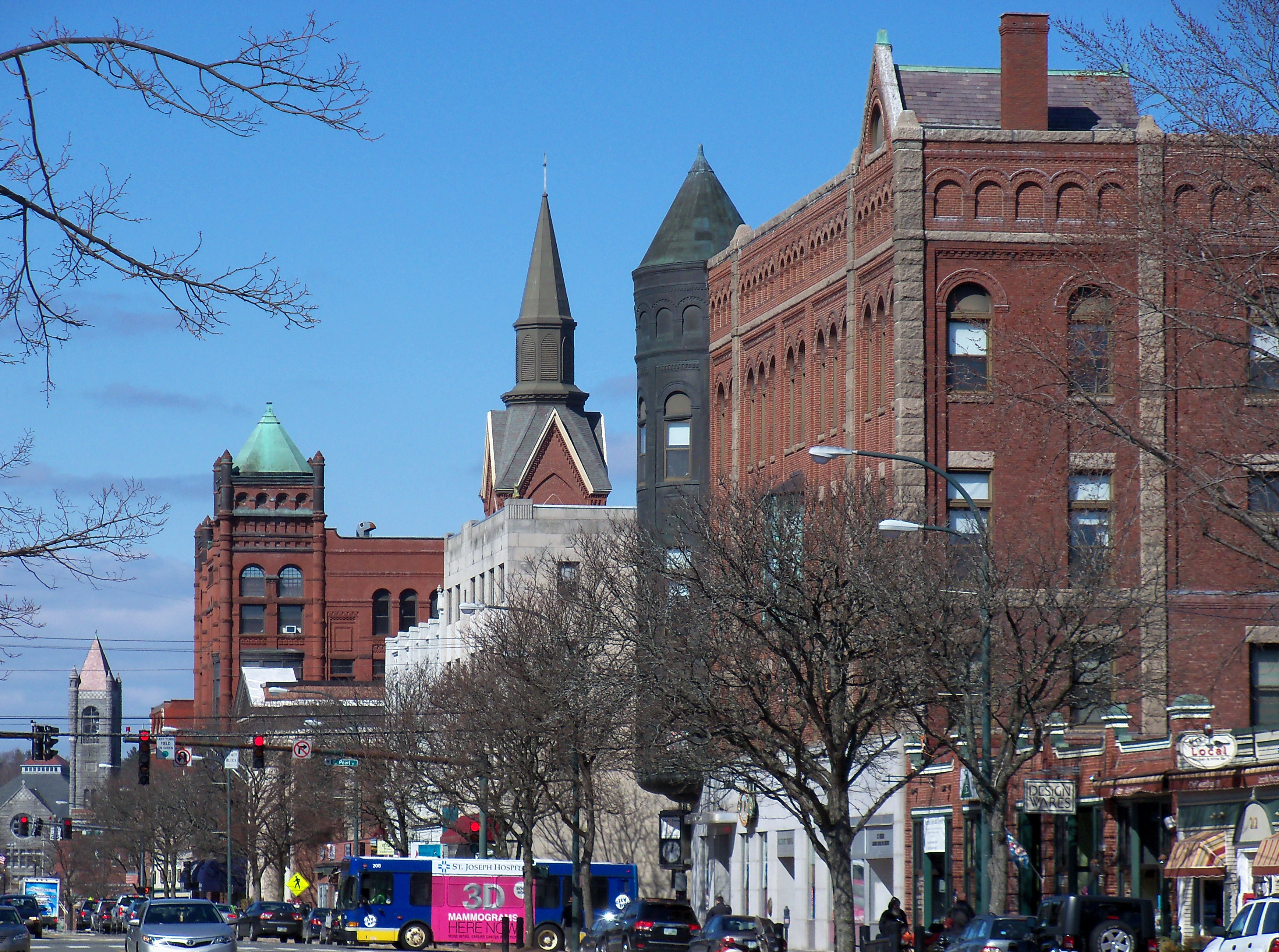
縣治納舒厄

根據2000年人口普查，希爾斯波羅縣的總面積為892平方英里（2,310平方），其中有876平方英里（2,270平方），即99.22%為陸地；16平方英里（41平方），即1.78%為水域。本縣的最高點為派卡莫內納克山，其海拔為2,290英尺（700）。

### 毗鄰縣
- 新罕布什尔州 赤夏縣：西方
- 新罕布什爾州 沙利文縣：西北方
- 新罕布什爾州 麥立馬克縣：北方
- 新罕布什爾州 羅京安縣：東方
- 麻薩諸塞州 艾塞克斯縣：東南方
- 麻薩諸塞州 密德瑟斯郡：南方
- 麻薩諸塞州 烏斯特縣：西南方

### 國家保護區
- 威帕國家野生動物保護區（英语：Wapack National Wildlife Refuge）

## 人口
| 调查年             | 人口    | 备注 | %±     |
| ------------------ | ------- | ---- | ------ |
| 1790               | 32,883  |      | —      |
| 1800               | 43,899  |      | 33.5%  |
| 1810               | 49,249  |      | 12.2%  |
| 1820               | 53,884  |      | 9.4%   |
| 1830               | 37,724  |      | −30.0% |
| 1840               | 42,494  |      | 12.6%  |
| 1850               | 57,478  |      | 35.3%  |
| 1860               | 62,140  |      | 8.1%   |
| 1870               | 64,238  |      | 3.4%   |
| 1880               | 75,634  |      | 17.7%  |
| 1890               | 93,247  |      | 23.3%  |
| 1900               | 112,640 |      | 20.8%  |
| 1910               | 126,072 |      | 11.9%  |
| 1920               | 135,512 |      | 7.5%   |
| 1930               | 140,165 |      | 3.4%   |
| 1940               | 144,888 |      | 3.4%   |
| 1950               | 156,987 |      | 8.4%   |
| 1960               | 178,161 |      | 13.5%  |
| 1970               | 223,941 |      | 25.7%  |
| 1980               | 276,608 |      | 23.5%  |
| 1990               | 336,073 |      | 21.5%  |
| 2000               | 380,841 |      | 13.3%  |
| 2010               | 400,721 |      | 5.2%   |
| 2012年估计         | 402,922 |      | 0.5%   |
| [ 8 ] [ 9 ] [ 10 ] |         |      |        |

根據2000年人口普查，希爾斯波羅縣擁有400,721居民、155,466住戶和103,959家庭。其人口密度為每平方英里458居民（每平方公里177居民）。本縣擁有166,053間房屋单位，其密度為每平方英里190間（每平方公里73間）。而人口是由90.4%白人、2.1%黑人、0.2%原住民、3.2%亞裔、0.03%太平洋岛民、2%其他種族和1%混血构成。而西班牙裔或拉丁美洲人佔了人口5.3%。在90.4%白人中，有22.2%是愛爾蘭人、16.7%是法國人、14.4%是英國人、10.4%是意大利人、9.6%是法裔加拿大人、8.1%是德國人、4.8%是波蘭人、3.7%是蘇格蘭人以及2.6%是希臘人。87.3%人口的母語為英语、3.9%為西班牙语、以及6.3%為其他印歐語言。
在155,466住户中，有31%擁有一個或以上的兒童（18歲以下）、51.6%為夫妻、10.5%為單親家庭、33.1%為非家庭、25.3%為獨居、8.4%住戶有同居長者。平均每戶有2.53 人，而平均每個家庭則有3.05人。在400,721居民中，有23.5%為18歲以下、8.6%為18至24歲、26.7%為25至44歲、29.5%為45至64歲以及11.9%為65歲以上。人口的年齡中位數為39.3歲，女子對男子的性別比為100：97.83。成年人的性別比則為100：95.86。
本縣的住戶收入中位數為$68,312，而家庭收入中位數則為$79,728。人均收入為$33,406。約5.5%家庭和7.1%人口在貧窮線以下，包括10.4%兒童（18歲以下）及5.9%長者（65歲以上）。